# 阪急バス芦屋浜営業所
阪急バス芦屋浜営業所（はんきゅうバスあしやはまえいぎょうしょ）は、兵庫県芦屋市新浜町にある阪急バスの営業所。最寄りの停留所は「芦屋浜営業所前」。
一体的に運用されている出張所として「南芦屋浜出張所」（芦屋市海洋町13番1号）もあり、こちらの最寄りの停留所は「浜風大橋南」。

## 概要
芦屋市にある3つの鉄道駅（JR芦屋駅・阪神芦屋駅・阪急芦屋川駅）を中心に市内各地を結ぶ生活路線を担当しており、一部の路線は西宮市まで足を伸ばす。
上記の鉄道駅を経由する路線は、向かう先の起終点が同じでも経由地が細かく異なるものが多く、混同を招きやすい。このため、乗客に対しては系統の番号や時刻表・方向幕での番号の色分け、そして経由地ごとの通過する路線の一覧表（鉄道駅前の停留所のみ）を掲示し、区別を明確にしている。
この他、六甲山を走っていた「六甲線」も当営業所が担当していたが、他の路線とは共通する停留所が一切ない「飛び地路線」となっていた。かつては阪急六甲駅前に「六甲出張所」を設けていたが、後に統廃合されている。
阪神バスとは競合する運行区間が多かったが、阪神はかつてよりも市内での運行規模を縮小しており、特に市内を南北に縦貫する路線は阪急の独擅場となっている。
1962年9月から阪急芦屋川 - 岩園団地前にてワンマンバスの運行を開始し、のちに1978年に当社の全車両ワンマン化が完了した。
当営業所の開業以前より、芦屋市内の路線は国道2号の上宮川交差点付近（芦屋市楠町）に存在した「芦屋営業所」が管轄していた。現在の「芦屋浜営業所」は、1980年頃に芦屋浜を埋め立てた住宅地「シーサイドタウン」の開発に合わせて芦屋浜に出張所を新設、1982年9月24日に芦屋浜出張所を営業所に昇格させて、芦屋営業所の機能を統合したものである。
なお、1971年からは芦屋市内線芦屋学園系統の廃止に伴いスクールバスの輸送契約をしていたが2005年3月をもって契約を解消した。
2024年4月1日改正から、一部停留所の名前が変更され、芦屋市内の鉄道路線各駅及び当営業所の運行範囲でもある阪急夙川の停留所名に「駅」が追加された。また、同日の改正で深夜バスも新設された。

## 現行路線

### 芦屋市内線
2024年4月1日の路線改編後、芦屋市内線及び芦屋有馬線において阪急バスでは初となる行先系統番号が誕生した。
なお、阪急バスでは「系統番号」と称している。
芦屋市内線の阪神芦屋駅からJR芦屋駅へ直行する便は行先幕の系統枠が反転する。

#### 芦屋浜方面(阪神芦屋駅経由)
芦屋市内主要駅（JR芦屋駅、阪急芦屋川駅、阪神芦屋駅）から当営業所が存在する芦屋浜シーサイドタウン地区へ向かう路線群。
2024年4月1日の改正で3つの系統に集約された。
また、1999年の改正から25年ぶりに芦屋浜内を網羅する系統が復活した。
区間便として阪急芦屋川駅発の1系統やJR芦屋駅発の3系統が複数便、深夜時間帯には2系統の深夜バスが平日2便、土休日1便設定されている。ただし深夜バスに限り、JR芦屋駅（南口）経由となる。
- ■1系統：(病院系統：朝日ヶ丘町・甲南高校前まで9系統/岩園系統：岩園橋まで7系統/夙川系統：苦楽園麓まで5系統として運行)→JR芦屋駅→阪急芦屋川駅→阪神芦屋駅→潮見町→若葉町→緑町→芦屋浜営業所前→シーサイドセンター→新浜町
- ■2系統：(病院系統：甲南高校前まで9系統/苦楽園麓まで6系統として運行)→JR芦屋駅→阪急芦屋川駅→阪神芦屋駅→潮見町→若葉町→シーサイドセンター→芦屋浜営業所前
- ■2系統（深夜バス）：阪急芦屋川駅→JR芦屋駅（南口）→阪神芦屋駅→潮見町→若葉町→シーサイドセンター→芦屋浜営業所前
- ■3系統：(病院系統：朝日ヶ丘町・甲南高校前まで9系統/苦楽園・夙川系統：苦楽園麓まで5系統または6系統/呉川方面系統：JR芦屋駅まで17系統として運行)→JR芦屋駅→業平橋から2系統にて運行

#### 芦屋病院前方面
当営業所が存在する芦屋浜シーサイドタウン地区、芦屋市内の各駅から芦屋市山手へと市内を縦貫する路線群。
2024年4月1日の改正から病院方面系統において阪神芦屋駅からJR芦屋駅へ直通する便が新設された。
また、循環方向も12時を境に変わるようになった。
深夜時間帯に9系統の深夜バスが1便設定されている。
- ■9系統：新浜町→シーサイドセンター→芦屋浜営業所前→緑町→若葉町→潮見町→阪神芦屋駅→阪急芦屋川駅→JR芦屋駅→東山町→（朝日ヶ丘町・甲南高校前から3系統として運行）
- ■9系統：芦屋浜営業所前→シーサイドセンター→若葉町→潮見町→阪神芦屋駅→阪急芦屋川駅→JR芦屋駅→東山町→甲南高校前→芦屋病院前→東山町→JR芦屋駅→阪急芦屋川駅（一部便は甲南高校前から1系統または2系統として芦屋浜方面へ運行）
- □9系統：芦屋浜営業所前→シーサイドセンター→若葉町→潮見町→阪神芦屋駅→JR芦屋駅→東山町→芦屋病院前→甲南高校前→東山町→JR芦屋駅→阪急芦屋川駅
- ■9系統：阪急芦屋川駅→JR芦屋駅→東山町→芦屋病院前→甲南高校前→東山町→JR芦屋駅→阪急芦屋川駅（一部便は朝日ヶ丘町から1・3系統として芦屋浜方面へ運行）
- ■9系統：山手町まで15系統にて運行→芦屋病院前→甲南高校前→東山町→JR芦屋駅
- ■9系統（深夜バス）：阪急芦屋川駅→JR芦屋駅→東山町→芦屋病院前→甲南高校前
- ■13系統：JR芦屋駅まで19系統にて運行→東山町→芦屋病院前→甲南高校前→山手町→阪急芦屋川駅→引き続き阪神打出駅方面へ運行
- ■15系統：呉川町方面から引き続き運行（一部便はJR芦屋駅まで13系統として打出方面から引き続き運行）→JR芦屋駅→阪急芦屋川駅→山手町から8系統または9系統として運行

#### 夙川系統
芦屋市内の各主要駅と阪急夙川、高級住宅街として有名な芦屋市六麓荘町や西宮市の苦楽園地域を経由し夙川へ行く路線群。
2024年4月1日の改正で4系統は朝の2便のみの運転となり、同改正で西宮営業所担当便が消滅した。
また、新浜町と阪急夙川を結ぶ系統が復活した。朝時間帯にのみ、緑町からシーサイド西口に直通する5A系統がある。
早朝に岩ヶ平発阪急夙川駅行きが1～2便運行されている。
- ■4系統：阪急夙川→老松町→日出橋→苦楽園→苦楽園麓→阪急夙川（循環）
- ■5系統：新浜町→シーサイドセンター→芦屋浜営業所前→緑町→若葉町→潮見町→阪神芦屋駅→阪急芦屋川駅→JR芦屋駅→岩園幼稚園前→日出橋→苦楽園→苦楽園麓→阪急夙川駅
- □5系統：芦屋浜営業所前→シーサイドセンター→若葉町→潮見町→阪神芦屋駅→JR芦屋駅→岩園幼稚園前→日出橋→苦楽園→苦楽園麓→阪急夙川
- ■5系統：岩ヶ平→日出橋→苦楽園→苦楽園麓→阪急夙川
- ■5系統：阪急夙川駅→苦楽園麓から1系統または3系統として芦屋浜方面へ運行
- ■5系統：阪急夙川駅→苦楽園麓→苦楽園→日出橋→岩園幼稚園前→JR芦屋駅→阪急芦屋川駅（一部便はJR芦屋駅止まり）
- ■5A系統：新浜町→シーサイドセンター→芦屋浜営業所前→緑町→阪神芦屋駅→阪急芦屋川駅→JR芦屋駅→岩園幼稚園前→日出橋→苦楽園→苦楽園麓→阪急夙川駅（阪神芦屋駅から5系統として運行）

#### 岩園町(岩園団地)・苦楽園方面
2024年4月1日の改正から苦楽園循環の経路が岩園町を経由するように変更された。そのため、改正前まで往路でも経由していた水道橋、岩園幼稚園前、岩ヶ平の各停留所は復路（JR芦屋駅方面）のみ経由となる。また、5系統と同様に朝時間帯のみに緑町からシーサイド西口に直通する6A系統がある。
早朝時間帯に仲池前発JR芦屋駅行きが平日に2便、土休日に1便運行される
- ■6系統：新浜町→シーサイドセンター→芦屋浜営業所前→緑町→若葉町→潮見町→阪神芦屋駅→阪急芦屋川駅→JR芦屋駅→岩園町→老松町→苦楽園麓→苦楽園→日出橋→岩園幼稚園前→JR芦屋→阪急芦屋川駅
- ■6系統：阪急芦屋川駅→JR芦屋駅→岩園町→老松町→苦楽園麓→苦楽園→日出橋→岩園幼稚園前→JR芦屋駅→阪急芦屋川駅
- ■6系統：仲池前→岩園町→老松町→苦楽園麓→苦楽園→日出橋→岩園幼稚園前→JR芦屋駅
- ■6系統：阪急芦屋川駅→JR芦屋駅→岩園町→老松町→苦楽園麓から3系統として芦屋浜方面へ運行
- ■6系統：JR芦屋駅まで16系統にて運行→岩園町→老松町→苦楽園麓→苦楽園→JR芦屋駅（南口）（岩園町から8系統として呉川町方面へ運行）
- ■6A系統：新浜町→シーサイドセンター→芦屋浜営業所前→緑町→阪神芦屋駅→阪急芦屋川駅→JR芦屋駅→岩園町→老松町→苦楽園麓→苦楽園→日出橋→岩園幼稚園前→JR芦屋駅→阪急芦屋川駅（阪神芦屋駅から6系統として運行）
- □6A系統：新浜町→シーサイドセンター→芦屋浜営業所前→緑町→阪神芦屋駅→JR芦屋駅→岩園町→老松町→苦楽園麓→苦楽園→日出橋→岩園幼稚園前→JR芦屋駅（阪神芦屋駅から6系統、苦楽園麓から2系統または3系統として芦屋浜方面へ運行）

#### 岩園町（岩園団地）方面
2024年4月1日の改正で日中の岩園町・苦楽園循環を補填する形で日中毎時1本のみの運行となった。
平日朝時間帯には仲池前発JR芦屋駅行きが5便運行される
- □7系統：芦屋浜営業所前→シーサイドセンター→若葉町→潮見町→阪神芦屋駅→JR芦屋駅→岩園町→岩園幼稚園前→JR芦屋駅→阪急芦屋川駅→阪神芦屋駅→潮見町→緑町→芦屋浜営業所前→シーサイドセンター→新浜町（岩園橋から1系統として運行）
- ■7系統：仲池前→岩園町→岩園幼稚園前→JR芦屋駅

#### 呉川町・シーサイドタウン方面
2024年4月1日の改正から呉川町から市内北部へ行く系統が登場した。
16・19系統は呉川町→JR芦屋駅→上宮川橋方面へと向かうため、大原町交差点を北上し山手幹線を使って1・2番のりばへ向かう。またその逆で8系統が上宮川橋方面→呉川町へ向かう際は、JR芦屋駅→JR芦屋駅（南口）を経由するが、JR芦屋駅では降車専用となっており乗車は出来ない。(行先幕も「駅北口からはご乗車できません」と書かれた表記となっている)
朝に呉川町方面→阪急芦屋川駅方面へ向かう15系統、夕方に阪急芦屋川駅→呉川町方面へ向かう8系統が運行される。
茶屋ノ町経由便は朝・夕夜のみの運行となった。芦屋浜営業所前行きの11系統は1便を除きすべて8系統からの連続運行である。
- □8系統：芦屋浜営業所前→シーサイドセンター→若葉町→潮見町→阪神芦屋→JR芦屋南口から11系統として運行
- ■8系統：阪急芦屋川駅→JR芦屋駅（南口）→呉川町→緑町→若葉町→シーサイドセンター→芦屋浜営業所前
- ■8系統：JR芦屋駅（南口）→呉川町→緑町→若葉町→シーサイドセンター→芦屋浜営業所前→大東町（一部便は芦屋浜営業所前止まり）
- ■8系統：山手町まで15系統として運行→甲南高校前→芦屋病院前→東山町→JR芦屋駅→JR芦屋駅（南口）→呉川町→緑町→若葉町→シーサイドセンター→芦屋浜営業所前→大東町
- ■8系統：岩園町まで6系統として運行→苦楽園→日出橋→岩園幼稚園前→JR芦屋駅→JR芦屋駅（南口）→呉川町→緑町→若葉町→シーサイドセンター→芦屋浜営業所前
- ■11系統：芦屋浜営業所前→呉川町→茶屋ノ町→JR芦屋駅（南口）
- ■11系統：JR芦屋駅（南口）まで8系統として運行→呉川町→中央公園前→芦屋浜営業所前
- ■12系統：芦屋浜営業所前→呉川町→JR芦屋駅→開森橋→阪急芦屋川駅
- ■15系統：芦屋浜営業所前→シーサイドセンター→若葉町→緑町→呉川町→JR芦屋駅→阪急芦屋川駅→山手町から9系統として運行
- ■16系統：芦屋浜営業所前→シーサイドセンター→若葉町→緑町→呉川町→JR芦屋駅から6系統として運行
- ■17系統：芦屋浜営業所前→シーサイドセンター→若葉町→緑町→呉川町→JR芦屋駅→阪神芦屋方面（JR芦屋駅から3系統として芦屋浜方面へ運行）

- ■18系統：芦屋浜営業所前→シーサイドセンター→若葉町→緑町→呉川町→茶屋ノ町→JR芦屋駅（南口）
- ■19系統：大東町→芦屋浜営業所前→シーサイドセンター→若葉町→緑町→呉川町→JR芦屋駅から13系統として運行

#### 打出系統
2024年4月1日の改正で中央公園前発着の63系統が廃止となり、芦屋浜営業所前発着の61・62系統も系統番号が13系統に変更された。また、JR芦屋旧3番のりば（宝くじ売り場横）が休止となったため、打出方面はJR芦屋駅（南口）からの発車に変更された。
- ■13系統：芦屋浜営業所前→シーサイドセンター→新浜町→阪神打出駅→JR芦屋駅→月若公園→阪急芦屋川駅（JR芦屋駅から15系統として甲南高校前方面へ運行）
- ■13系統：芦屋浜営業所前→シーサイドセンター→新浜町→阪神打出駅→JR芦屋駅→開森橋→阪急芦屋川駅（JR芦屋駅から12系統として運行）
- ■13系統：山手町方面から引き続き運行→阪急芦屋川駅→月若公園→JR芦屋駅（南口）→阪神打出駅→新浜町→シーサイドセンター→芦屋浜営業所前

### 芦屋有馬線（芦屋市内線潮芦屋系統）
2024年4月1日の改正で有馬方面に向かう80系統が廃止となり、80系統のみが停車する展望台、宝殿橋、瑞宝寺公園前、有馬東口（80系統発着のりばのみ）が廃止となった。
81系統は71系統と実質的な統合がなされ、系統も101・111系統に変更のうえ路線も浜風大橋南または新浜町まで延伸した。ただし、101・106系統は芦屋市内線のままとされており、路線名が統一されていない。
41系統は106系統に変更、浜風大橋南まで延伸されたため、海洋町、南浜町、涼風町に2回経由する便が登場した。72・43系統はそれぞれ101・106系統に吸収され、シーサイドセンター方面経由の14系統は廃止された。
111系統は1便を除いて芦屋ハイランド内が始終着となる。また、早朝時間帯に業平橋を通過して阪神芦屋駅まで直行する便がある。
- ■101系統：浜風大橋南 - 潮芦屋中央 - 芦屋市総合公園前 - 阪神芦屋駅 - JR芦屋駅 - 月若公園 - 阪急芦屋川駅
- ■101系統：新浜町→浜風大橋南→潮芦屋中央→芦屋市総合公園前→阪神芦屋駅→JR芦屋駅→開森橋→阪急芦屋川駅
  - 新浜町発は平日1本のみ
- ■106系統：浜風大橋南 - 潮芦屋中央 - 涼風町東 - 芦屋市総合公園前 - 阪神芦屋駅 - JR芦屋駅 - 月若公園 - 阪急芦屋川駅
- ■106系統：浜風大橋南→潮芦屋中央→涼風町東→芦屋市総合公園前→阪神芦屋駅→JR芦屋駅→開森橋→阪急芦屋川駅
- ■111系統：浜風大橋南→潮芦屋中央→芦屋市総合公園前→阪神芦屋駅→JR芦屋駅→月若公園→阪急芦屋川駅→山手町→奥池→ハイランド北
- ■111系統：うぐいす谷→奥池→山手町→阪急芦屋川駅→JR芦屋駅→阪神芦屋駅→芦屋市総合公園前→潮芦屋中央→浜風大橋南（阪急芦屋川駅から101系統にて運行）
- ■111系統：うぐいす谷→奥池→山手町→山手町（山手小学校前）→阪急芦屋川駅→JR芦屋駅→阪神芦屋駅→芦屋市総合公園前→潮芦屋中央→浜風大橋南→新浜町（阪急芦屋川駅から101系統にて運行）
- ■111系統：JR芦屋駅→阪急芦屋川駅→山手町→奥池→芦屋ハイランド内→奥池→山手町→阪急芦屋川駅→JR芦屋駅→阪神芦屋駅→芦屋市総合公園前→潮芦屋中央→浜風大橋南（阪急芦屋川駅から潮芦屋方面は101系統にて運行）
- ■111系統：うぐいす谷→奥池→山手町→阪急芦屋川駅→JR芦屋駅→〈直行〉→阪神芦屋駅

## 過去の担当路線

### 芦屋市内線
2024年3月31日以前の運行系統は1999年4月6日の路線改編からのものであるが、これまでにも幾度か路線改編を実施している。
2015年3月28日改正から2024年4月1日改正日まで
2015年3月28日の路線改編後、循環系統の循環区間で最初の停留所（岸の郷橋など）で系統番号が変化する系統が登場した。

#### 芦屋病院前方面
芦屋浜シーサイドタウン地区、芦屋市内の各駅から芦屋市山手へと市内を縦貫する路線群（7系統・阪急芦屋川発着便を除く）。2015年3月28日の改正で21系統、22系統、62系統が新設された。
- ■7系統：阪急芦屋川→甲南高校前→東山町→JR芦屋→阪急芦屋川（循環）
- ■12系統：大東町 - 芦屋浜営業所前 - シーサイドセンター - 潮見町 - 阪神芦屋 - 阪急芦屋川 - JR芦屋 - 東山町 - 芦屋市民プール前 - 芦屋病院前 - 甲南高校前 - 東山町 - JR芦屋 - 阪急芦屋川 - 阪神芦屋 - 潮見町 - シーサイドセンター - 芦屋浜営業所前 - 大東町（循環）
- ■12系統：芦屋浜営業所前→シーサイドセンター→潮見町→阪神芦屋→阪急芦屋川→JR芦屋→東山町→芦屋市民プール前から21系統または22系統にて運行
- ■21系統：芦屋市民プール前まで12系統にて運行→芦屋病院前→甲南高校前→東山町→JR芦屋→阪急芦屋川→阪神芦屋→緑町→若葉町→シーサイドセンター→芦屋浜営業所前
- ■22系統：芦屋市民プール前まで12または32系統にて運行→芦屋病院前→甲南高校前→東山町→JR芦屋→阪急芦屋川→阪神芦屋→緑町→若葉町→シーサイドセンター→新浜町
- ■31系統：新浜町→シーサイドセンター→芦屋浜営業所前→中央公園前→緑町→阪神芦屋→阪急芦屋川→JR芦屋→東山町→芦屋市民プール前から62系統にて運行
- ■131系統：芦屋市総合公園前→潮芦屋中央→シーサイドセンター→芦屋浜営業所前→中央公園前→緑町→阪神芦屋→阪急芦屋川→JR芦屋→東山町→芦屋市民プール前から62系統にて運行
- ■62系統：芦屋市民プール前まで31系統または131系統にて運行→東山町→芦屋市民プール前→芦屋病院前→甲南高校前→山手町→阪急芦屋川→JR芦屋→山打出→阪神打出→新浜町→芦屋浜営業所前
- ■62系統：芦屋浜営業所前→新浜町→阪神打出→山打出→JR芦屋→阪急芦屋川→大正橋から31系統または131系統にて運行
- ■31系統：大正橋まで62系統にて運行→阪急芦屋川→山手町→甲南高校前→芦屋病院前→芦屋市民プール前→東山町→JR芦屋→阪急芦屋川→阪神芦屋→緑町→中央公園前→芦屋浜営業所前→シーサイドセンター→新浜町
- ■131系統：大正橋まで62系統にて運行→阪急芦屋川→山手町→甲南高校前→芦屋病院前→芦屋市民プール前→東山町→JR芦屋→阪急芦屋川→阪神芦屋→緑町→中央公園前→芦屋浜営業所前→シーサイドセンター→潮芦屋中央→芦屋市総合公園前
- ■32系統：新浜町 - シーサイドセンター - 芦屋浜営業所前 - 中央公園前 - 緑町 - 阪神芦屋 - 阪急芦屋川 - JR芦屋 - 東山町 - 芦屋市民プール前 - 芦屋病院前 - 甲南高校前 - 東山町 - JR芦屋 - 阪急芦屋川 - 阪神芦屋 - 緑町 - 中央公園前 - 芦屋浜営業所前 - シーサイドセンター - 新浜町（循環）
- ■32系統：新浜町→シーサイドセンター→芦屋浜営業所前→緑町→阪神芦屋→阪急芦屋川→JR芦屋→東山町→芦屋市民プール前から22系統にて運行

#### 苦楽園方面
芦屋市内の各駅と阪急夙川、高級住宅街として有名な芦屋市六麓荘町や西宮市の苦楽園地域を結ぶ路線群。
15系統は芦屋市内の各駅を16時台までに発車する便は老松町→苦楽園回り、17時台以降に発車する便は日出橋→苦楽園回りで循環運行している。
13系統は1987年11月20日の改正で新設され、シーサイドタウン - 芦屋市内の各駅 - 苦楽園 - 阪急夙川間を通しで運行するロングラン系統（当時は57系統）がルーツであり、本来均一運賃の芦屋市内線では唯一例外となる最大2区間制の運賃体系であった（2004年9月1日より均一運賃に変更）。
4系統は1987年11月20日の改正で西宮市内線（苦楽園系統）の減便が実施された代替として、当時の芦屋市内線8系統の運行ルートを延長し、循環運行化したのがはじまり（当時は88系統）で、1997年1月8日の改正で系統番号が88番から4番に改番される。朝の2便は西宮営業所の車両で運行されていた。
11系統は13系統の阪急芦屋川を経由しない路線として、2008年11月20日改正で新設された。当初は芦屋浜営業所行きの片方向のみの運行だったが、2015年3月28日の改正で阪急夙川行きも新設された。さらに日中にも運行便が設定され、阪急夙川 - 苦楽園 - 芦屋浜営業所系統が全日にわたって増便された。その代わりとして、苦楽園循環系統のみ通過する老松町停留所の日中のJR芦屋方面へ行く便は毎時2本から毎時1本へ減便された。同改正では17系統・23系統・25系統・35系統が新設され、苦楽園地域と緑町・中央公園前の各停留所を直結する系統は1999年4月5日以来の復活となった。
- ■4系統：阪急夙川→老松町→日出橋→苦楽園→阪急夙川（循環）
- ■11系統：阪急夙川 - 苦楽園 - 日出橋 - 岩園幼稚園前 - JR芦屋 - 阪神芦屋 - 潮見町 - シーサイドセンター - 芦屋浜営業所前
- ■13系統：芦屋浜営業所前 - シーサイドセンター - 潮見町 - 阪神芦屋 - 阪急芦屋川 - JR芦屋 - 岩園幼稚園前 - 日出橋 - 苦楽園 - 阪急夙川
- ■15系統：芦屋浜営業所前 - シーサイドセンター - 潮見町 - 阪神芦屋 - 阪急芦屋川 - JR芦屋 - 岩園幼稚園前 - 老松町 - 苦楽園 - 日出橋 - 岩園幼稚園前 - JR芦屋 - 阪急芦屋川 - 阪神芦屋 - 潮見町 - シーサイドセンター - 芦屋浜営業所前（循環）
- ■15系統：芦屋浜営業所前→シーサイドセンター→潮見町→阪神芦屋→阪急芦屋川→JR芦屋→岩園幼稚園前→日出橋→苦楽園→老松町（止）
- ■15系統：芦屋浜営業所前→シーサイドセンター→潮見町→阪神芦屋→阪急芦屋川→JR芦屋→岩園幼稚園前→岩ヶ平から23系統、25系統または35系統で運行
- ■15系統：岩ヶ平まで35系統で運行→老松町→苦楽園→日出橋→岩園幼稚園前→JR芦屋→阪急芦屋川→阪神芦屋→潮見町→シーサイドセンター→芦屋浜営業所前
- ■17系統：芦屋浜営業所前→シーサイドセンター→潮見町→阪神芦屋→JR芦屋→岩園幼稚園前→老松町→苦楽園→日出橋→岩園幼稚園前→JR芦屋→阪神芦屋→潮見町→シーサイドセンター→芦屋浜営業所前（循環）
- ■23系統：岩ヶ平まで15系統で運行→日出橋→苦楽園→老松町→岩園幼稚園前→JR芦屋→阪神芦屋→緑町→若葉町→シーサイドセンター→芦屋浜営業所前
- ■25系統：岩ヶ平まで15系統で運行→日出橋→苦楽園→老松町→岩園幼稚園前→JR芦屋→阪神芦屋→緑町→若葉町→シーサイドセンター→新浜町
- ■35系統：新浜町 - シーサイドセンター - 芦屋浜営業所前 - 中央公園前 - 緑町 - 阪神芦屋 - 阪急芦屋川 - JR芦屋 - 岩園幼稚園前 - 老松町 - 苦楽園 - 日出橋 - 岩園幼稚園前 - JR芦屋 - 阪急芦屋川 - 阪神芦屋 - 緑町 - 中央公園前 - 芦屋浜営業所前 - シーサイドセンター - 新浜町（循環）
- ■35系統：新浜町→シーサイドセンター→芦屋浜営業所前→中央公園前→緑町→阪神芦屋→阪急芦屋川→JR芦屋→岩園幼稚園前→岩ヶ平から15系統で運行

#### 岩園町（岩園団地）方面
- ■16系統：芦屋浜営業所前→シーサイドセンター→潮見町→阪神芦屋→阪急芦屋川→JR芦屋→岩園町→岩園幼稚園前→JR芦屋→阪急芦屋川→阪神芦屋→潮見町→シーサイドセンター→芦屋浜営業所前（循環）
- ■16系統：芦屋浜営業所前→シーサイドセンター→潮見町→阪神芦屋→阪急芦屋川→JR芦屋→岸の郷橋から26系統または28系統で運行
- ■26系統：岸の郷橋まで16系統または36系統で運行→岩園町→岩園幼稚園前→JR芦屋→阪急芦屋川→阪神芦屋→緑町→若葉町→シーサイドセンター→新浜町
- ■28系統：岸の郷橋まで16系統で運行→岩園町→岩園幼稚園前→JR芦屋→阪急芦屋川→阪神芦屋→緑町→若葉町→シーサイドセンター→芦屋浜営業所前
- ■36系統：新浜町→シーサイドセンター→芦屋浜営業所前→緑町→阪神芦屋→阪急芦屋川→JR芦屋→岩園町→岩園幼稚園前→JR芦屋→阪急芦屋川→阪神芦屋→緑町→中央公園前→芦屋浜営業所前→シーサイドセンター→新浜町（循環）
- ■36系統：新浜町→シーサイドセンター→芦屋浜営業所前→緑町→阪神芦屋→阪急芦屋川→JR芦屋→岸の郷橋から26系統で運行

2015年3月28日の改正で28系統が新設された。

#### シーサイドタウン方面（南北直通系統以外）
- ■10系統：芦屋浜営業所前→シーサイドセンター→潮見町→阪神芦屋→JR芦屋南口から50系統で運行
- ■20系統：芦屋浜営業所前→シーサイドセンター→緑町→呉川町→JR芦屋→阪神芦屋→緑町→シーサイドセンター→芦屋浜営業所前（循環）
- ■24系統：芦屋浜営業所前→シーサイドセンター→緑町→阪神芦屋→JR芦屋南口
- ■24系統：JR芦屋南口→呉川町→緑町→シーサイドセンター→芦屋浜営業所前
- ■27系統：新浜町 - シーサイドセンター - 緑町 - 呉川町 - JR芦屋南口（乗車のみ）/JR芦屋駅（後車のみ）

- ■50系統：大東町→芦屋浜営業所前→呉川町→宮塚公園前→阪神芦屋→JR芦屋南口→呉川町→芦屋浜営業所前→大東町（循環）
- ■50系統：JR芦屋南口まで10系統で運行→呉川町→芦屋浜営業所前→大東町
- ■58系統：新浜町→シーサイドセンター→芦屋浜営業所前→呉川町→JR芦屋
- ■59系統：大東町→新浜町→シーサイドセンター→芦屋浜営業所前→呉川町→宮塚公園前→阪神芦屋→JR芦屋南口→呉川町→芦屋浜営業所前→シーサイドセンター→新浜町→大東町（循環）

- ■61系統：芦屋浜営業所前 - シーサイドセンター - 新浜町 - 阪神打出 - JR芦屋 - 阪急芦屋川
- ■63系統：中央公園前 - 芦屋浜営業所前 - 阪神打出 - JR芦屋 - 阪急芦屋川

58系統は2015年3月28日改正前までは系統番号なしで運行されていた。

#### 潮芦屋（南芦屋浜）方面（南北直通系統は除く）
1998年4月1日より運行を開始し、当初は昼間時はシーサイドセンター回り（旧33系統）、それ以外の時間帯は潮風大橋南（現・芦屋市総合公園前）回り（旧30系統）の運行であったが、1999年4月6日の改正で増便がなされ、昼間時においても約90分間隔で芦屋市総合公園前回りの便（71系統）が運行されるようになった。また、1999年4月より潮芦屋地区の整備を行っている兵庫県企業庁からの補助を受け、芦屋市内線で最初のノンステップバスが運行された。現在は原則としてノンステップバスのみで運行されている（ワンステップバスも運用に入ることがある）。
2008年11月20日改正には涼風町への乗り入れを開始（14・41系統）すると同時に、潮芦屋中央発着だった17・71系統を芦屋市総合公園前または浜風大橋南まで延伸し、71系統を大幅に増便し、17系統を減便した他、従来の31系統を潮芦屋地区へと延伸した形の131系統の運行も開始された。131系統の運行開始により、1日に2往復ほどだが初めて潮芦屋地区と芦屋市内北部が直通運転されることとなった。
2013年1月28日改正には朝夕のみ運行のJR芦屋発着便（43・72系統）が新設され、さらに昼間時においても毎時約2本から約3本に増便するなど、さらに大幅な増便が実施された。また、シーサイドセンター周りの便（14・17系統）はすべての便において14系統（涼風町発着便）に統一された。続く2014年4月1日改正では涼風町東停留所が新設され、涼風町発着便が同停留所へ延伸された。
潮芦屋中央・芦屋市総合公園前の各停留所は2005年に名称が変更され、後述する「過去の担当路線」の項目では当時の名称である南芦屋浜中央・潮風大橋南で表記している。
- □14系統：阪急芦屋川 - JR芦屋 - 阪神芦屋 - 潮見町 - シーサイドセンター - 潮芦屋中央 - 涼風町東
- □41系統：阪急芦屋川 - JR芦屋 - 阪神芦屋 - あしや喜楽苑前 - 芦屋市総合公園前 - 涼風町東
- □43系統：涼風町東→芦屋市総合公園前→あしや喜楽苑前→阪神芦屋→JR芦屋
- □71系統：阪急芦屋川 - JR芦屋 - 阪神芦屋 - 芦屋市総合公園前 - 潮芦屋中央 - 浜風大橋南
- □72系統：JR芦屋 - 阪神芦屋 - 芦屋市総合公園前 - 潮芦屋中央 - 浜風大橋南

#### 系統番号の付番規則
芦屋市内線の系統番号にはある程度の規則性がある（一部例外あり）。
- 3桁目： 潮芦屋 - 北部直通系統に依存
  - 100番台： 潮芦屋 - 北部直通系統
- 2桁目： 芦屋浜 - 芦屋各駅の経由地に依存
  - 00番台： 芦屋浜を経由しない循環路線
  - 10番台： シーサイドセンター、若葉町、潮見町経由
  - 20番台： シーサイドセンター、若葉町、緑町経由
  - 30番台： シーサイドセンター、芦屋浜営業所前、中央公園前、緑町経由
  - 40番台： あしや喜楽苑前経由、涼風町東方面
  - 50番台： 芦屋浜営業所前→（直行）→呉川町、宮塚公園前、茶屋ノ町経由
  - 60番台： 阪神打出経由
  - 70番台： あしや喜楽苑前経由、潮芦屋方面
  - 80番台： 阪神芦屋、阪急芦屋川、奥池経由
- 1桁目： 北部の経由地などに依存（規則性のないものが多い）
  - 0番台： 芦屋浜営業所前⇔JR芦屋またはJR芦屋南口
  - 1番台： 特に規則性なし
  - 2番台： 芦屋駅 - 甲南高校・芦屋病院循環（72系統を除く）
  - 3番台： 特に規則性なし
  - 4番台： 特に規則性なし
  - 5番台： 苦楽園・老松町循環
  - 6番台： 岩園町循環
  - 7番台： 特に規則性なし
  - 8番台： 特に規則性なし
  - 9番台： 大東町、呉川町、JR芦屋南口系統

### 芦屋有馬線
路線名の通り、芦屋市内と有馬温泉を中心とした神戸市北区を結ぶ路線。2009年4月1日からは山口営業所との共同運行となり、西宮市山口町に位置する同営業所まで延伸された。この改正以降、山口営業所前行きは有馬バスターミナルを経由せず、有馬駅前停留所を経由するルートに変更された（逆の阪神芦屋行きについては、従来通り有馬バスターミナルに停車する）。なお、同改正前は両方向共に有馬バスターミナルが起終点となっていた。
芦屋市と神戸市北区の間は、有料道路の芦有ドライブウェイを通過する。従来はこの道路を経営する芦有開発が『芦有バス』の名称で独自に路線バスを運行していたが、1977年9月21日に同社から事業を譲り受けた。そのため、現在も当路線は「芦有バス」と呼ばれることがある。なお、芦有開発は経路上にある住宅地の芦屋ハイランドのデベロッパーでもある。
81系統が経由するうぐいす谷・雉が谷の各停留所は長年降車のみの扱いとなっていたが、2005年から乗車の扱いも行われている。また、阪神芦屋 - JR芦屋南口間にある業平橋停留所および、大正橋 - 阪急芦屋川間にある開森橋停留所には停車しない（芦屋市内線のみ停車）。阪神芦屋では4番のりばを使用しており、阪神バスの尼崎芦屋線と共用していた（2009年開設から2022年の休止まで。阪神バスは業平橋停留所にも停車）。
2014年8月には台風11号の影響で芦有ドライブウェイが通行止となり、同年8月15日から2015年7月17日までは通常の運行を休止。休止4日後の8月19日からは、阪神芦屋 - 奥池間で80系統の区間運行臨時便が運転されていた。この臨時便は芦屋ハイランドを経由しなかった。
2020年4月13日の改正で有馬温泉（太閤橋） - 山口営業所前間が廃止となり、土休日の4往復に減便された。
- ■80系統：阪神芦屋 - JR芦屋南口 - （→JR芦屋→） - 阪急芦屋川 - 奥池 - （←有馬温泉（太閤橋）←） - 有馬駅前 - 下山口 - 山口営業所前（2021年4月12日まで）
- ■80系統：阪神芦屋 - JR芦屋南口 - （→JR芦屋→） - 阪急芦屋川 - 奥池 - 有馬温泉（太閤橋）
- ■臨時（上記の運休期間中）：阪神芦屋 - JR芦屋南口 - （→JR芦屋→） - 阪急芦屋川 - 奥池
- □81系統：阪神芦屋 - JR芦屋南口 - （→JR芦屋→） - 阪急芦屋川 - 奥池 - 芦屋ハイランド

#### 2013年1月28日改正から2015年3月28日改正前まで
2013年1月28日から2017年3月27日まで開森橋の架け替え工事のため、開森橋停留所が休止となっていた。

##### 芦屋病院前方面
- ■31系統：新浜町 - シーサイドセンター - 芦屋浜営業所前 - 緑町 - 阪神芦屋 - 阪急芦屋川 - JR芦屋 - 東山町 - 朝日ヶ丘町 - 芦屋病院前 - 甲南高校前 - 阪急芦屋川 - JR芦屋 - 親王塚町 - 阪神打出 - 新浜町 - 芦屋浜営業所前（循環）
- ■131系統：芦屋市総合公園前 - 潮芦屋中央 - シーサイドセンター - 芦屋浜営業所前 - 緑町 - 阪神芦屋 - 阪急芦屋川 - JR芦屋 - 東山町 - 芦屋病院前 - 朝日ヶ丘町 - 甲南高校前 - 阪急芦屋川 - JR芦屋 - 親王塚町 - 阪神打出 - 新浜町 - 芦屋浜営業所前（循環）

##### シーサイドタウン方面（南北直通系統は除く）
- ■18系統：芦屋浜営業所前 - シーサイドセンター - 潮見町 - 阪神芦屋 - 阪急芦屋川
- ■19系統：芦屋浜営業所前 - シーサイドセンター - 潮見町 - 阪神芦屋（→JR芦屋南口→） - JR芦屋
- ■29系統：新浜町 - シーサイドセンター - 緑町 - 阪神芦屋（→JR芦屋南口→） - JR芦屋
- ■38系統：新浜町→シーサイドセンター→芦屋浜営業所前→緑町→阪神芦屋→阪急芦屋川
- ■46系統：阪急芦屋川→緑町→シーサイドセンター→芦屋浜営業所前
- ■10系統：芦屋浜営業所前→シーサイドセンター→潮見町→阪神芦屋→JR芦屋南口→呉川町→芦屋浜営業所前→シーサイドセンター→新浜町（循環）
- ■20系統：芦屋浜営業所前→シーサイドセンター→緑町→呉川町→JR芦屋→阪神芦屋→緑町→シーサイドセンター→芦屋浜営業所前（循環）
- ■24系統：芦屋浜営業所前→シーサイドセンター→緑町→阪神芦屋→JR芦屋南口→呉川町→緑町→シーサイドセンター→芦屋浜営業所前（循環）
- ■27系統：新浜町→シーサイドセンター→緑町→阪神芦屋→JR芦屋南口→呉川町→緑町→シーサイドセンター→芦屋浜営業所前（循環）
- ■61系統：芦屋浜営業所前 - シーサイドセンター - 阪神打出 - 親王塚町 - JR芦屋 - 阪急芦屋川

#### 2008年11月20日改正から2013年1月28日改正前まで

##### 潮芦屋（南芦屋浜）方面
- 17系統：阪急芦屋川 - JR芦屋 - 阪神芦屋 - 潮見町 - シーサイドセンター - 芦屋市総合公園前

#### 1999年4月6日改編から2008年11月20日改正前まで

##### 潮芦屋（南芦屋浜）方面
- 17系統：阪急芦屋川 - JR芦屋 - 阪神芦屋 - 潮見町 - シーサイドセンター - 潮芦屋中央
- 71系統：阪急芦屋川 - JR芦屋 - 阪神芦屋 - 芦屋市総合公園前 - 潮芦屋中央

#### 1997年1月8日改正から1999年4月5日まで

##### 芦屋病院前方面
- 1系統：新浜町 - シーサイドセンター - 芦屋浜営業所前 - 緑町 - 潮見町 - 阪神芦屋 - 阪急芦屋川 - JR芦屋 - 東山町 - 朝日ヶ丘町 - 芦屋病院前 - 甲南高校前 - 阪急芦屋川 - JR芦屋 - 阪神打出 - 新浜町 - 芦屋浜営業所前（循環）
- 2系統：新浜町 - シーサイドセンター - 芦屋浜営業所前 - 緑町 - 潮見町 - 阪神芦屋 - 阪急芦屋川 - JR芦屋 - 東山町 - 朝日ヶ丘町 - 芦屋病院前 - 甲南高校前 - 東山町 - JR芦屋 - 阪急芦屋川 - 阪神芦屋 - 潮見町 - 緑町 - 芦屋浜営業所前 - シーサイドセンター - 新浜町（循環）
- 7系統：阪急芦屋川→甲南高校前→東山町→JR芦屋→阪急芦屋川（循環）

##### 苦楽園方面
- 5系統：新浜町 - シーサイドセンター - 芦屋浜営業所前 - 緑町 - 潮見町 - 阪神芦屋 - 阪急芦屋川 - JR芦屋 - 岩園幼稚園前 - 日出橋 - 苦楽園 - 老松町 - 岩園幼稚園前 - JR芦屋 - 阪急芦屋川 - 阪神芦屋 - 潮見町 - 緑町 - 芦屋浜営業所前 - シーサイドセンター - 新浜町（循環）
- 3系統：新浜町 - シーサイドセンター - 芦屋浜営業所前 - 緑町 - 潮見町 - 阪神芦屋 - 阪急芦屋川 - JR芦屋 - 岩園幼稚園前 - 日出橋 - 苦楽園 - 阪急夙川
- 4系統：阪急夙川→老松町→日出橋→苦楽園→阪急夙川（循環）

##### 岩園町（岩園団地）方面
- 6系統：芦屋浜営業所前→緑町→潮見町→阪神芦屋→阪急芦屋川→JR芦屋→岩園町→岩園幼稚園前→JR芦屋→阪急芦屋川→阪神芦屋→潮見町→緑町→芦屋浜営業所前（循環）

1997年4月1日の改正より、芦屋浜（営） - シーサイドセンター - 潮見町回りに経路変更される。

##### シーサイドタウン方面（南北直通系統は除く）
- 8系統：新浜町 - シーサイドセンター前 - 緑町 - 潮見町 - 阪神芦屋 - 阪急芦屋川
- 9系統：JR芦屋→阪神芦屋→潮見町→緑町→芦屋浜営業所前
- 10系統：芦屋浜営業所前→緑町→潮見町→阪神芦屋→JR芦屋南口（国道2号線）
- 11系統：芦屋浜営業所前 - シーサイドセンター - 新浜町 - 阪神芦屋 - JR芦屋 - 阪急芦屋川
- 12系統：芦屋浜営業所前→呉川町→宮塚公園前→阪神芦屋→JR芦屋南口→宮塚公園前→呉川町→芦屋浜営業所前（循環）
- 13系統：新浜町→シーサイドセンター→芦屋浜営業所前→呉川町→宮塚公園前→阪神芦屋→JR芦屋南口→宮塚公園前→呉川町→芦屋浜営業所前→シーサイドセンター→新浜町（循環）

1997年4月1日の改正で12→21系統、13→22系統へ改番される。
- 以下は新設または変更のあった系統のみ記載

※1997年4月1日改正より
阪神・淡路大震災の影響で通行できなかったシーサイドセンター - 若葉町間の運行ルートが再開される。
- 6系統：芦屋浜営業所前→シーサイドセンター→潮見町→阪神芦屋→阪急芦屋川→JR芦屋→岩園町→岩園幼稚園前→JR芦屋→阪急芦屋川→阪神芦屋→潮見町→シーサイドセンター→芦屋浜営業所前（循環）
- 20系統：芦屋浜営業所前→シーサイドセンター→潮見町→阪神芦屋→JR芦屋南口（国道2号線）→呉川町→芦屋浜営業所前（循環）
- 21系統：芦屋浜営業所前→呉川町→宮塚公園前→阪神芦屋→JR芦屋南口→呉川町→芦屋浜営業所前（循環）
- 22系統：新浜町→シーサイドセンター→芦屋浜営業所前→呉川町→宮塚公園前→阪神芦屋→JR芦屋南口→呉川町→芦屋浜営業所前→シーサイドセンター→新浜町（循環）
- 23系統：芦屋浜営業所前→緑町→潮見町→阪神芦屋→JR芦屋南口→呉川町→芦屋浜営業所前→シーサイドセンター→新浜町（循環）
- 24系統：芦屋浜営業所前→呉川町→JR芦屋南口→阪神芦屋→潮見町→緑町→芦屋浜営業所前（循環）

※1998年4月1日改正より
南芦屋浜系統の運行が開始される。
- 30系統：阪急芦屋川 - JR芦屋南口 - 阪神芦屋 - 潮風大橋南 - 南芦屋浜中央
- 33系統：阪急芦屋川 - JR芦屋南口 - 阪神芦屋 - 潮見町 - シーサイドセンター - 南芦屋浜中央

※1998年5月15日改正より
21、22系統の大東町への延長運行が開始される。
- 21系統：大東町→芦屋浜営業所前→呉川町→宮塚公園前→阪神芦屋→JR芦屋南口→呉川町→芦屋浜営業所前（循環）
- 22系統：大東町→新浜町→シーサイドセンター→芦屋浜営業所前→呉川町→宮塚公園前→阪神芦屋→JR芦屋南口→呉川町→芦屋浜営業所前→シーサイドセンター→新浜町→大東町（循環）

#### 1987年11月20日改正から1997年1月7日まで
芦屋市南部地区と北部地区との間を乗り換えなしで結ぶ直通系統が増加し、利便性が向上された。改編前に比べ系統数が増え、きめの細かい反面、複雑な路線網へとなる。なお、「南宮町」「打出浜町」「松浜町」といった停留所は1997年1月8日以降廃止されている。

##### 苦楽園方面
※1990年1月25日まで
- 51系統：芦屋浜営業所前 - シーサイドセンター - 潮見町 - 阪神芦屋 - 阪急芦屋川 - JR芦屋 - 岩園幼稚園前 - 日出橋 - 苦楽園
- 59系統：芦屋浜営業所前→シーサイドセンター→潮見町→阪神芦屋→阪急芦屋川→JR芦屋→岩園幼稚園前→老松町→苦楽園→日出橋→岩園幼稚園前→JR芦屋→阪急芦屋川→阪神芦屋→潮見町→シーサイドセンター→芦屋浜営業所前（循環・苦楽園からは51系統で運行）
- 61系統：芦屋浜営業所前 - シーサイドセンター - 緑町 - 阪神芦屋 - 阪急芦屋川 - JR芦屋 - 岩園幼稚園前 - 日出橋 - 苦楽園
- 71系統：新浜町 - シーサイドセンター - 潮見町 - 阪神芦屋 - 阪急芦屋川 - JR芦屋 - 岩園幼稚園前 - 日出橋 - 苦楽園
- 81系統：新浜町 - シーサイドセンター - 芦屋浜営業所前 - 緑町 - 阪神芦屋 - 阪急芦屋川 - JR芦屋 - 岩園幼稚園前 - 日出橋 - 苦楽園
- 57系統：芦屋浜営業所前 - シーサイドセンター - 潮見町 - 阪神芦屋 - 阪急芦屋川 - JR芦屋 - 岩園幼稚園前 - 日出橋 - 苦楽園 - 阪急夙川
- 88系統：阪急夙川→老松町→日出橋→苦楽園→阪急夙川（循環）

※1990年1月26日改正より
芦屋 - 苦楽園系統の循環運行の拡大（57、88系統は変更なし）
- 51・59系統：芦屋浜営業所前 - シーサイドセンター - 潮見町 - 阪神芦屋 - 阪急芦屋川 - JR芦屋 - 岩園幼稚園前 - 日出橋 - 苦楽園 - 老松町 - 岩園幼稚園前 - JR芦屋 - 阪急芦屋川 - 阪神芦屋 - 潮見町 - シーサイドセンター - 芦屋浜営業所前（循環・51系統は日出橋回りで、岩園幼稚園前→岩ヶ平間で51→59系統に変わり、59系統は老松町回りで、岩園幼稚園前→岩ヶ平間で59→51系統に変わる）
- 61・69系統：芦屋浜営業所前 - シーサイドセンター - 緑町 - 阪神芦屋 - 阪急芦屋川 - JR芦屋 - 岩園幼稚園前 - 日出橋 - 苦楽園 - 老松町 - 岩園幼稚園前 - JR芦屋 - 阪急芦屋川 - 阪神芦屋 - 緑町 - シーサイドセンター - 芦屋浜営業所前（循環・61系統は日出橋回りで、岩園幼稚園前→岩ヶ平間で61→69系統に変わり、69系統は老松町回りで、岩園幼稚園前→岩ヶ平間で69→61系統に変わる）
- 71・79系統：新浜町 - シーサイドセンター - 潮見町 - 阪神芦屋 - 阪急芦屋川 - JR芦屋 - 岩園幼稚園前 - 日出橋 - 苦楽園 - 老松町 - 岩園幼稚園前 - JR芦屋 - 阪急芦屋川 - 阪神芦屋 - 緑町 - シーサイドセンター - 芦屋浜営業所前（循環・71系統は日出橋回りで、岩園幼稚園前→岩ヶ平間で71→69系統に変わり、79系統は老松町回りで、岩園幼稚園前→岩ヶ平間で79→61系統に変わる）
- 81→89系統：新浜町→シーサイドセンター→芦屋浜営業所前→緑町→阪神芦屋→阪急芦屋川→JR芦屋→岩園幼稚園前→日出橋→苦楽園→老松町→JR芦屋→阪急芦屋川→阪神芦屋→緑町→芦屋浜営業所前→シーサイドセンター→新浜町（循環・岩園幼稚園前→岩ヶ平間で81→89系統に変わる）
- 81系統：苦楽園→日出橋→JR芦屋→阪急芦屋川→阪神芦屋→緑町→芦屋浜営業所前→シーサイドセンター→新浜町

##### 岩園町（岩園団地）方面
- 52系統：芦屋浜営業所前→シーサイドセンター→潮見町→阪神芦屋→阪急芦屋川→JR芦屋→岩園町→岩園幼稚園前→JR芦屋→阪急芦屋川→阪神芦屋→潮見町→シーサイドセンター→芦屋浜営業所前（循環）
- 62系統：芦屋浜営業所前→シーサイドセンター→緑町→阪神芦屋→阪急芦屋川→JR芦屋→岩園町→岩園幼稚園前→JR芦屋→阪急芦屋川→阪神芦屋→潮見町→シーサイドセンター→芦屋浜営業所前（循環・岩園町からは52系統で運行）
- 72系統：芦屋浜営業所前→シーサイドセンター→潮見町→阪神芦屋→阪急芦屋川→JR芦屋→岩園町→岩園幼稚園前→JR芦屋→阪急芦屋川→阪神芦屋→潮見町→シーサイドセンター→新浜町（循環・岩園町までは52系統で運行）
- 82系統：新浜町→シーサイドセンター→芦屋浜営業所前→緑町→阪神芦屋→阪急芦屋川→JR芦屋→岩園町→岩園幼稚園前→JR芦屋→阪急芦屋川→阪神芦屋→緑町→芦屋浜営業所前→シーサイドセンター→新浜町（循環）

##### 芦屋病院前方面（岩ヶ平回り）
- 53系統：芦屋浜営業所前→シーサイドセンター→潮見町→阪神芦屋→阪急芦屋川→JR芦屋→岩園幼稚園前→芦屋病院前→甲南高校前→東山町→JR芦屋→阪急芦屋川→阪神芦屋→潮見町→シーサイドセンター→芦屋浜営業所前（循環）
- 53→63系統：芦屋浜営業所前→シーサイドセンター→潮見町→阪神芦屋→阪急芦屋川→JR芦屋→岩園幼稚園前→芦屋病院前→甲南高校前→東山町→JR芦屋→阪急芦屋川→阪神芦屋→緑町→シーサイドセンター→芦屋浜営業所前（循環・岸の郷橋→水道橋間で53→63系統に変わる）
- 93→73系統：新浜町→シーサイドセンター→緑町→阪神芦屋→阪急芦屋川→JR芦屋→岩園幼稚園前→芦屋病院前→甲南高校前→東山町→JR芦屋→阪急芦屋川→阪神芦屋→潮見町→シーサイドセンター→新浜町（循環・岸の郷橋→水道橋間で93→73系統に変わる）
- 83系統：新浜町→シーサイドセンター→芦屋浜営業所前→緑町→阪神芦屋→阪急芦屋川→JR芦屋→岩園幼稚園前→芦屋病院前→甲南高校前→東山町→JR芦屋→阪急芦屋川→阪神芦屋→緑町→芦屋浜営業所前→シーサイドセンター→新浜町（循環）

##### 芦屋病院前方面（朝日ヶ丘町回り）
※1988年9月25日まで
- 54系統：芦屋浜営業所前 - シーサイドセンター - 潮見町 - 阪神芦屋 - 阪急芦屋川 - JR芦屋 - 東山町 - 朝日ヶ丘町 - 芦屋病院前
- 84系統：新浜町 - シーサイドセンター - 芦屋浜営業所前 - 緑町 - 阪神芦屋 - 阪急芦屋川 - JR芦屋 - 東山町 - 朝日ヶ丘町 - 芦屋病院前
- 94系統：新浜町 - シーサイドセンター - 緑町 - 阪神芦屋 - 阪急芦屋川 - JR芦屋 - 東山町 - 朝日ヶ丘町 - 芦屋病院前
- 74系統：芦屋病院前→朝日ヶ丘町→東山町→JR芦屋→阪急芦屋川→阪神芦屋→潮見町→シーサイドセンター→新浜町
- 66系統：芦屋浜営業所前 - シーサイドセンター - 新浜町 - 阪神打出 - JR芦屋 - 阪急芦屋川 - 甲南高校前 - 朝日ヶ丘町 - 芦屋病院前
- 77系統：阪急芦屋川→甲南高校前→東山町→JR芦屋→阪急芦屋川（循環）

※1988年9月26日改正より
芦屋病院前付近の運行ルートを変更し、循環運行化される。
- 40系統：阪急芦屋川→JR芦屋→阪神打出→新浜町→シーサイドセンター→芦屋浜営業所前→緑町→阪神芦屋→阪急芦屋川→JR芦屋→東山町→芦屋病院前
- 41系統：芦屋浜営業所前→シーサイドセンター→新浜町→阪神打出→JR芦屋→阪急芦屋川→JR芦屋→東山町→芦屋病院前
- 45・54系統：芦屋浜営業所前 - シーサイドセンター - 潮見町 - 阪神芦屋 - 阪急芦屋川 - JR芦屋 - 東山町 - 甲南高校前 - 芦屋病院前 - 朝日ヶ丘町 - 東山町 - JR芦屋 - 阪急芦屋川 - 阪神芦屋 - 潮見町 - シーサイドセンター - 芦屋浜営業所（循環・45系統は甲南高校前回り、54系統は朝日ヶ丘町回り）
- 47・74系統：新浜町 - シーサイドセンター - 潮見町 - 阪神芦屋 - 阪急芦屋川 - JR芦屋 - 東山町 - 甲南高校前 - 芦屋病院前 - 朝日ヶ丘町 - 東山町 - JR芦屋 - 阪急芦屋川 - 阪神芦屋 - 潮見町 - シーサイドセンター - 新浜町（循環・47系統は甲南高校前回り、74系統は朝日ヶ丘町回り）
- 48・84系統：新浜町 - シーサイドセンター - 芦屋浜営業所前 - 緑町 - 阪神芦屋 - 阪急芦屋川 - JR芦屋J - 東山町 - 甲南高校前 - 芦屋病院前 - 朝日ヶ丘町 - 東山町 - JR芦屋 - 阪急芦屋川 - 阪神芦屋 - 緑町 - 芦屋浜営業所前 - シーサイドセンター - 新浜町（循環・48系統は甲南高校前回り、84系統は朝日ヶ丘町回り）
- 49・94系統：新浜町 - シーサイドセンター - 潮見町 - 阪神芦屋 - 阪急芦屋川 - JR芦屋 - 東山町 - 甲南高校前 - 芦屋病院前 - 朝日ヶ丘町 - 東山町 - JR芦屋 - 阪急芦屋川 - 阪神芦屋 - 潮見町 - シーサイドセンター - 新浜町（循環・48系統は甲南高校前回り、84系統は朝日ヶ丘町回り）
- 66系統：芦屋浜営業所前→シーサイドセンター→新浜町→阪神打出→JR芦屋→阪急芦屋川→甲南高校前→朝日ヶ丘町→芦屋病院前→甲南高校前→阪急芦屋川→JR芦屋→阪神打出→新浜町→シーサイドセンター→芦屋浜営業所前（循環）

##### シーサイドタウン方面（南北直通系統は除く）
- 50系統：芦屋浜営業所前 - シーサイドセンター - 潮見町 - 阪神芦屋 - 阪急芦屋川
- 60系統：芦屋浜営業所前 - シーサイドセンター - 緑町 - 阪神芦屋 - 阪急芦屋川
- 70系統：新浜町→シーサイドセンター→潮見町→阪神芦屋→阪急芦屋川
- 80系統：新浜町 - シーサイドセンター - 芦屋浜営業所前 - 緑町 - 阪神芦屋 - 阪急芦屋川
- 90系統：新浜町 - シーサイドセンター - 緑町 - 阪神芦屋 - 阪急芦屋川

- 55系統：芦屋浜営業所前 - シーサイドセンター - 潮見町 - 阪神芦屋 - JR芦屋南口
- 75系統：新浜町 - シーサイドセンター - 潮見町 - 阪神芦屋 - 阪急芦屋川 - JR芦屋 - 阪神打出 - 新浜町 - シーサイドセンター - 芦屋浜営業所前（循環）
- 56系統：芦屋浜営業所前→シーサイドセンター→潮見町→阪神芦屋→JR芦屋南口→阪神打出→新浜町→芦屋浜営業所前（循環・65系統の逆回り）
- 65系統：芦屋浜営業所前→シーサイドセンター→阪神打出→JR芦屋南口→阪神芦屋→潮見町→シーサイドセンター→芦屋浜営業所前（循環・56系統の逆回り）
- 67系統：芦屋浜営業所前→シーサイドセンター→緑町→阪神芦屋→JR芦屋南口→阪神打出→新浜町→芦屋浜営業所前（循環・76系統の逆回り）
- 76系統：芦屋浜営業所前→シーサイドセンター→阪神打出→JR芦屋南口→阪神芦屋→緑町→シーサイドセンター→芦屋浜営業所前（循環・67系統の逆回り）

- 58系統：呉川町 - 松浜町 - 阪神芦屋 - 阪急芦屋川
- 68系統：南宮町→宮塚公園前→JR芦屋南口→阪神芦屋→宮塚公園前→南宮町西

系統番号の付番については、若干の例外はあるものの概ね以下の通りとなっている。
- 1の位

-1…苦楽園方面行き（日出橋回り）
-2…岩園町（岩園団地）方面行き
-3…芦屋病院前方面行き（岩ヶ平回り）
-4…芦屋病院前方面行き（朝日ヶ丘町回り）
-5…シーサイドタウン方面→JR芦屋南口行き
-8…呉川町方面行き
-9…苦楽園方面行き（老松町回り）
-0…シーサイドタウン方面→阪急芦屋川行き
- 10の位

50番台…芦屋浜（営） - シーサイドセンター - 潮見町回り
60番台…芦屋浜（営） - シーサイドセンター - 緑町回り
70番台…新浜町 - シーサイドセンター - 潮見町回り
80番台…新浜町 - シーサイドセンター - 芦屋浜（営） - 緑町回り
90番台…新浜町 - シーサイドセンター - 緑町回り

#### 1982年12月9日 - 1987年11月19日まで
芦屋浜出張所の営業所への昇格、芦屋営業所との統合に伴う路線改編。公団北口、公団口は現在の岩園町、岩園橋のこと。
- 1系統：阪急芦屋川 - 国鉄芦屋 - 岩園幼稚園前 - 苦楽園
- 2系統：阪急芦屋川→国鉄芦屋→公団北口→岩園幼稚園前→国鉄芦屋→阪急芦屋川
- 3系統：阪急芦屋川→国鉄芦屋→岩園幼稚園前→芦屋病院東口→甲南高校前→東山町→国鉄芦屋→阪急芦屋川
- 4系統：阪急芦屋川 - 国鉄芦屋 - 東山町 - 芦屋病院前
- 5系統：阪急芦屋川→国鉄芦屋→阪神打出→南宮町→松浜町→阪神芦屋→阪急芦屋川→国鉄芦屋→東山町→芦屋病院前（※一部の便は阪急芦屋川止、芦屋病院前行きは南宮町から4系統で運行）
- 6系統：芦屋病院前→東山町→国鉄芦屋→阪急芦屋川→阪神芦屋→松浜町→南宮町→阪神打出→国鉄芦屋→阪急芦屋川（※一部の便は阪急芦屋川発）
- 7系統：阪神芦屋→阪急芦屋川→甲南高校前→東山町→国鉄芦屋→阪急芦屋川
- 7系統：阪急芦屋川→甲南高校前→東山町→国鉄芦屋→阪急芦屋川
- 7系統：公団口→公団北口→岩園幼稚園前→国鉄芦屋→阪急芦屋川→甲南高校前
- 8系統：苦楽園口 - 苦楽園
- 9系統：芦屋浜営業所前→シーサイドセンター→緑町→阪神芦屋→国鉄芦屋南口→阪神打出→新浜町→シーサイドセンター→芦屋浜営業所前（10系統の逆回り）
- 10系統：芦屋浜営業所前→シーサイドセンター→新浜町→阪神打出→国鉄芦屋南口→阪神芦屋→緑町→シーサイドセンター→芦屋浜営業所前（9系統の逆回り）
- 11系統：芦屋浜営業所前→シーサイドセンター→潮見町→阪神芦屋→阪急芦屋川→国鉄芦屋→岩園幼稚園前→芦屋病院東口→甲南高校前→東山町→国鉄芦屋→阪急芦屋川→阪神芦屋→潮見町→シーサイドセンター→芦屋浜営業所前
- 11系統：芦屋浜営業所前 - 潮見町 - 阪神芦屋 - 阪急芦屋川
- 12系統：芦屋病院前→東山町→国鉄芦屋→阪急芦屋川→阪神芦屋→緑町→芦屋浜営業所前→南宮町→阪神打出→国鉄芦屋→阪急芦屋川（14系統の逆回り）
- 13系統：南宮町→宮塚公園前→国鉄芦屋南口→阪神芦屋→宮塚公園前→南宮町西
- 14系統：阪急芦屋川→国鉄芦屋→阪神打出→南宮町→芦屋浜営業所前→緑町→阪神芦屋→阪急芦屋川→国鉄芦屋→東山町→芦屋病院前（12系統の逆回り）
- 15系統：芦屋浜営業所前→シーサイドセンター→潮見町→阪神芦屋→国鉄芦屋南口→阪神打出→新浜町→シーサイドセンター→芦屋浜営業所前（16系統の逆回り）
- 16系統：芦屋浜営業所前→シーサイドセンター→新浜町→阪神打出→国鉄芦屋南口→阪神芦屋→潮見町→シーサイドセンター→芦屋浜営業所前（15系統の逆回り）
- 17系統：芦屋浜営業所前 - シーサイドセンター - 潮見町 - 阪神芦屋 - 国鉄芦屋南口
- 18系統：新浜町 - シーサイドセンター - 緑町 - 阪神芦屋 - 阪急芦屋川
- 19系統：芦屋浜営業所前 - シーサイドセンター - 緑町 - 阪神芦屋 - 阪急芦屋川
- 臨時系統：阪急芦屋川→国鉄芦屋→東山町→芦屋市民プール前

#### 1982年以前
昭和期、芦屋市内線は不採算路線として路線整理が行われている。主なものとして、1977年の改編では阪急芦屋川 - 阪神芦屋間の芦屋川右岸地域（西芦屋町、津知など）が、1970年には芦屋学園系統といった路線が廃止されている。なお当時どのような系統だったかについては資料が全く無いため定かでは無い。

### 裏六甲線
- 六甲山上 - 有馬
  - かつて運行されていた六甲登山架空索道の山上駅（六甲山ホテル。現・六甲山サイレンスリゾート）から有馬への連絡路線として運行。国鉄監修交通公社の時刻表にも掲載されていた。
  - 1928年に宝塚有馬自動車が有馬 - 記念碑台間を開業。1930年6月13日に同区間を六甲山乗合自動車が譲受。1941年7月1日阪神合同バス（現・阪急バス）に合併し同社が承継するも、同年8月31日にガソリン事情の悪化で休止。1950年7月に六甲山上 - 有馬間で運行を再開するが、1972年4月に不採算のため廃止された。

### 六甲線（表六甲線）
阪急六甲と六甲山上とを表六甲ドライブウェイを介して結ぶ路線。過去に走っていた「裏六甲線」と分けるために「表六甲線」とされることがある。
1929年4月に六甲山乗合自動車が阪急資本の手により設立され、阪神大石 - 六甲山頂間を開業。1933年11月1日、阪神大石 - ロープウェイ登り口間を神戸市に譲渡。1936年11月6日には六甲園 - 三国池間を開業。しかし、1938年7月の阪神大水害で甚大な被害を被りそのまま運休を余儀なくされる。1941年7月1日、阪神合同バス（現・阪急バス）がロープウェイ登り口 - 六甲山頂間、六甲園 - 三国池間を六甲山乗合自動車より休止中のまま承継。1950年7月、六甲山頂 - 三国池間が裏六甲線に編入される形で復活（ただし六甲園 - 三国池間は1956年9月に廃止された。）。

1957年7月に休止中であった同線を表六甲ドライブウェイの開通に伴い、一部区間を乗せ替えてまた延長する形で丁字ヶ辻 - 阪急六甲間を開業して復活。当初は阪急六甲 - 六甲山頂（記念碑台）系統のみであったが、2001年3月17日に丁字ヶ辻 - 摩耶ロープウェイ山上駅（星の駅）前間が延伸され（丁字ヶ辻 - 三国池間は復活）、さらに2004年4月1日には神戸市バスが運行していた山上を走る全ての路線を譲り受けた。経由地により運行系統が複数あるが、系統番号は一切設定されていない。
2007年4月1日には、六甲ケーブル山上駅停留所における乗車・降車の取り扱い制限を廃止した。
2023年3月20日の改正をもって阪急六甲 - 丁字ヶ辻間が廃止となった。阪急六甲停留所は廃止となり、山上を走る残りの系統は唐櫃営業所に移管された。なお、同改正直前までの阪急六甲発着の系統は休日は1日2本、それ以外は1日1本まで削減されており、車両は芦屋浜営業所から阪急六甲まで回送されていた。
- 阪急六甲 - （表六甲ドライブウェイ） - 丁字ヶ辻 - 六甲山サイレンスリゾート前 - 六甲山頂（記念碑台） - 六甲ケーブル山上駅 - 六甲山牧場 - 摩耶ロープウェイ山上駅

日曜・休日運行。冬季運休。
- 阪急六甲 - （表六甲ドライブウェイ） - 丁字ヶ辻 - 六甲山牧場 - 摩耶ロープウェイ山上駅

土曜・日曜・休日と夏期は毎日運行。冬季運休。
- 六甲ケーブル山上駅 - 六甲山牧場 - 摩耶ロープウェイ山上駅

土曜・日曜・休日と夏期は毎日運行。平日・土曜日の一部と、冬季は神戸六甲鉄道の六甲山上バス2系統が運行。
唐櫃営業所に移管されたのはこの系統のみとなった。

## 運賃
芦屋市内線は阪急バスで唯一240円での均一運賃（その他の各市内線は特殊区間制運賃）が適用されており、芦屋有馬線は初乗り190円からの距離制運賃となっている。（ただし、新浜町 ‐ 水車谷間の乗車は240円の均一運賃となっている。）

## 不祥事

### 運転手の大麻所持
2021年1月25日、同営業所所属の30歳の運転手が、自宅で1.4gあまりの大麻を所持していた容疑で、尼崎南警察署により逮捕された。